# El riu de llum (Matí al Tròpic)
El riu de Llum, també conegut com a Matí al Tròpic, o en el seu títol original anglès The River of Light, or Morning in the Tropics, és una obra del pintor paisatgista estatunidenc Frederic Edwin Church, pertanyent a l'anomenada escola del Riu Hudson. Frederic E. Church no es va limitar a representar paisatges del seu país natal o d'Europa, sinó que va estendre el seu repertori a Amèrica del Sud i a altres indrets d'Amèrica. Aquest llenç és la seva darrera obra a gran escala, de tema llatinoamericà, 

## Introducció
Per construir moltes de les seves composicions més complexes, F.E.Church partia d'esbossos de diversos elements, realitzats durant els seus viatges. Aleshores solia muntar un esbós preliminar, compost de varis esbossos parcials i, finalment, realitzava el llenç definitiu.
Degut al lapse de temps dels vint anys transcorreguts des del seu darrer viatge a Sud-amèrica, va compondre la imatge basant-se en la seva memòria i en els centenars de dibuixos i esbossos realitzats durant els seus viatges de 1853 i 1857 a Amèrica del Sud. Aquest sistema compositiu, a base d'esbossos individuals, provenia del seu mestre Thomas Cole, però va ser la lectura d'Alexander von Humboldt el que va determinar els seus paisatges sud-americans.
Aquesta obra és una composició d'un lloc imaginari, on Church va representar el fullatge verd amb una exquisida atenció als detalls, i amb un tractament tan minuciós de la llum solar tropical, difosa per la boira matinal, que fa que l'atmosfera sembli tangible. Els colibrís de pit vermell, uns ocells aquàtics i una canoa en la llunyania ocupen l'escena, però no pertorben la tranquil·litat general de l'obra. Davant la llum brillant i vaporosa d'aquest paisatge, l'espectador és convidat a passar de l'albada a la selva tropical a l'albada de la Creació.

## Anàlisi de l'obra
Morning in the Tropics és força diferent de les anteriors obres de Church de tema sud-americà. En aquest llenç mostra una nova direcció estilística i una revaluació del significat profund de la pintura de paisatge, però potser el canvi més significatiu a Morning in the Tropics és el canvi del punt de vista. En lloc de situar l'espectador en una mena de precipici invisible, amb vistes a una gran distància, Church representa un paratge limitat i molt més accessible a l'espectador. En primer pla, el tronc d'un arbre caigut discorre des de la part inferior central del llenç vers l'esquerra de l'espectador, on les delicades fulles de les plantes tropicals es presenten d'una manera que és tan científica com acollidora.
Church no representa un indret concret, sinó un riu tropical arquetípic. El títol El riu de la llum, tot i que és descriptivament precís, també té connotacions al·legòriques i metafísiques. El "riu de la llum" esdevé una fusió d'aire, aigua i llum, que abasta la composició de dalt a baix i que fa de pont, simbòlicament, entre les esferes terrers i celestials. Recorda Old Age de The Voyage of Life de Thomas Cole, en la qual el viatger ha arribat al final del seu viatge terrenal i és rebut per uns àngels que baixen a l'aigua des del Cel, al llarg d'una radiant via de llum, a través de núvols vaporosos.